# 피에르 드 빌리에
피에르 드 빌리에(Pierre de Villiers, 1956년 7월 26일 ~ )는 프랑스 육군의 육군 대장이다.